# Корнилов, Фёдор Дмитриевич
Фёдор Дмитриевич Корнилов (9 июня 1894, с. Берёзовка Саратовской губернии — после 22 декабря 1937, Саратов) — российский учёный-правовед, профессор Саратовского государственного университета имени Н. Г. Чернышевского, Саратовского областного коммунистического университета и Саратовского юридического института им. Д. И. Курского.

## Биография
Фёдор Дмитриевич Корнилов родился 9 июня 1894 года в с. Берёзовка Петровского района Саратовской губернии. Участвовал в Первой мировой войне в звании ефрейтора, убыл после ранения в грудь, полученного в июле 1915 года в сражении на реке Золотая Липа в окрестностях Львова.
- С 1922 года — преподаватель Саратовского областного коммунистического университета (заведующий кафедрой советского строительства), преподаватель Саратовского государственного университета (заведующий кафедрой общей теории права факультета права и хозяйства).
- 1927 год — 1931 год — заместитель Саратовского губернского прокурора, работу в прокуратуре совмещал с преподавательской и научной работой.
- 1929 год — присвоено звание профессора.
- 1931 год — 1937 год — профессор Саратовского юридического института им. Д. И. Курского[2][3].

Входил в редакционную коллегию научного журнала «Право и суд» (Саратов), был председателем Юридического общества г. Саратова.
По воспоминаниям историка Ермолаева Всеволода Александровича (1910—2000), Корнилов Ф. Д., будучи сотрудником губернской прокуратуры, лично принимал участие в расстрелах приговоренных по делу об ограблении Промбанка в Саратове (1926—1927).
В 1937 году арестован. Приговорен к расстрелу 22 декабря 1937 года. По некоторым данным расстрелян в начале 1938 года в Саратове. Место захоронения неизвестно.
Научные интересы Корнилова были связаны с вопросами теории государства и права, а также с историей политических и правовых учений. Как отмечает В. М. Сырых, «Корнилов был первым советским правоведом, правильно понявшим суть материалистического понимания права К. Марксом». В своих работах Корнилов выступал с аргументированной критикой тех авторов, которые «пытались соединить юридический позитивизм с марксизмом». Эти его идеи не потеряли свою значимость и в наши дни.

## Избранные публикации

### Монографии, учебные пособия
- Корнилов Ф. Д. Государственное устройство важнейших буржуазных стран. Курс лекций. — Саратов, Энгельс: Немгосиздат, 1934. — 482 с.
- Корнилов Ф. Д. Юридический догматизм и диалектический материализм: (Критический набросок). — Саратов, 1925. — 82 с.
- Корнилов Ф. Д. Проблема права и пределы юридического мышления. — Саратов, 1929. — 31 с.

### Статьи
- Корнилов Ф. Д. К вопросу о политико-правовых воззрениях Н. Г. Чернышевского. (К 100-летию со дня рождения) // Революция права : журнал. — М., 1928. — № 5. — С. 54—66.
- Корнилов Ф. Д. Рецензия на брошюру: Палиенко Н. И. Проблема суверенитета современного государства. Харьков. 1929. 38 с. // Советское государство и революция права : журнал. — М., 1930. — № 1. — С. 172—174.
- Корнилов Ф. Д. Проблема суверенитета и национального самоопределения в свете Брест-Литовска и Версаля // Советское право. Записки Института советского права. Вып. 2 : сборник. — М., 1929. — С. 3—35.
- Корнилов Ф. Д. Нормативизм Ганса Кельзена и проблема суверенитета // Учёные записки СГУ. Т. VII. Вып. 1 : сборник. — Саратов, 1929. — С. 33—49.
- Корнилов Ф. Д. В защиту марксистского правопонимания // Учёные записки СГУ. Т. VI. Вып. 2 : сборник. — Саратов, 1928.
- Корнилов Ф. Д. Проблема права и пределы юридического мышления // Учёные записки СГУ. Т. VII. Вып. 1 : сборник. — Саратов, 1929.